# Volodymyr Ostapčuk
Volodymyr Valerijovyč Ostapčuk (in ucraino Володимир Валерійович Остапчук?; Uman', 27 settembre 1984) è un attore e conduttore televisivo ucraino.

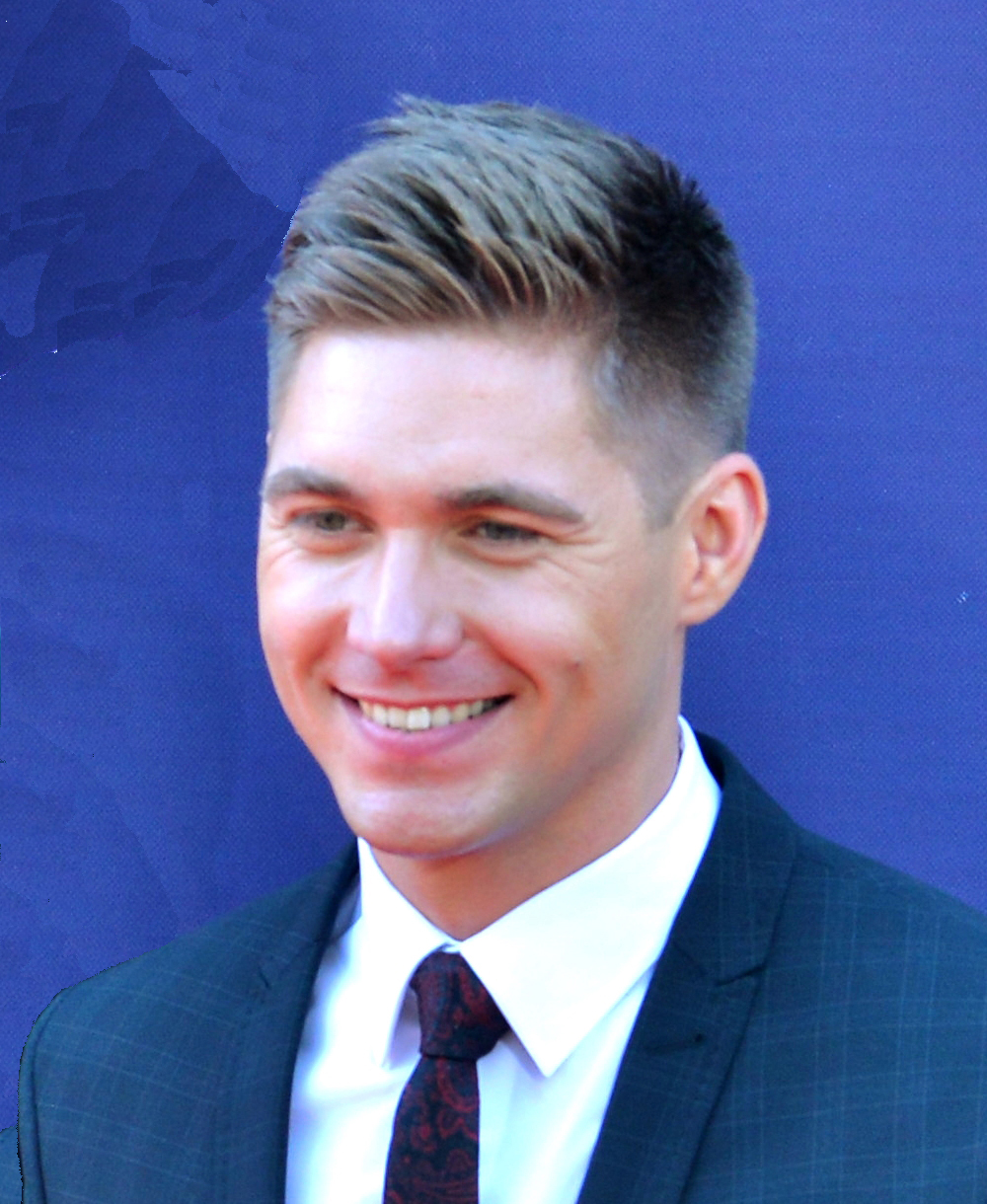
Volodymyr Ostapčuk sul red carpet dell'Eurovision Song Contest 2017

Il 26 febbraio 2017 viene annunciato come presentatore dell'Eurovision Song Contest 2017 di Kiev, insieme a Timur Mirošnyčenko e Oleksandr Skičko. Per la prima volta l'Eurovision Song Contest è stato condotto da tre uomini e per la seconda volta, dopo l'edizione del 1956, non è stato condotto da nessuna donna.